# Cathédrale Saints-Pierre-et-Paul de Philadelphie
Cette  cathédrale et basilique n’est pas la seule cathédrale Saint-Pierre-et-Saint-Paul ni la seule basilique Saint-Pierre-et-Saint-Paul.
La cathédrale-basilique Saints-Pierre-et-Paul est la cathédrale de l'archidiocèse de Philadelphie aux États-Unis dans l'État de Pennsylvanie. Elle se trouve dans le centre-ville de Philadelphie. Elle est dédiée aux apôtres Pierre et Paul. Elle a depuis 2019 le statut de sanctuaire diocésain dédié à sainte Catherine Drexel, car la tombe de la sainte y a été déplacée dans les années précédentes.

## Histoire
Elle a été construite de 1846 à 1864, l'ancienne cathédrale étant Saint-Jean-l'Évangéliste. Son style, néo-classique de la Renaissance, a été inspiré de la basilique Santi Ambrogio e Carlo al Corso de Rome. La cathédrale a été construite en grès brun du Connecticut et du New Jersey et elle est surmontée d'un grand dôme en cuivre à patine verte couronné d'une croix de 3,4 mètres de hauteur.
Selon une légende les fenêtres de la cathédrale ont été placées suffisamment haut afin qu'elles ne puissent pas être atteintes par des jets de projectiles. Il y avait en effet à l'époque de sa construction un fort sentiment anticatholique en particulier à l’égard des Irlandais, une émeute eut même lieu en 1844.
Les architectes sont Napoléon Le Brun (né de parents français) d'après des plans des révérends Mariano Muller et John B. Tornatore, et John Notman.

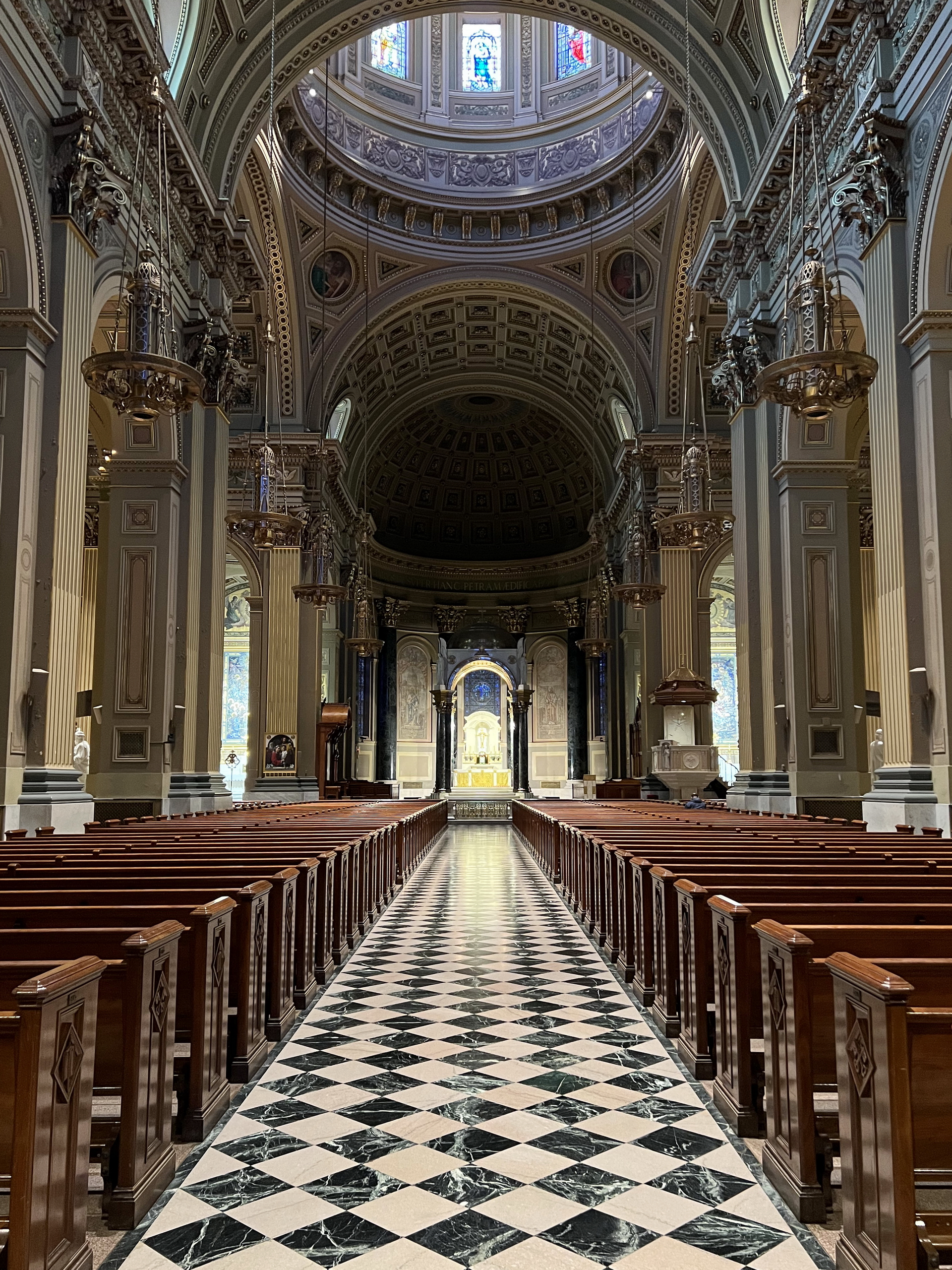
Nef centrale, chœur et dôme.

Les décorations intérieures sont largement le travail de Constantino Brumidi (1805-1880).
Elle a été classée monument historique en 1971 en étant ajoutée au National Register of Historic Places
La cathédrale héberge la tombe de sainte Catherine Drexel depuis que le couvent Sainte-Élisabeth (en) de Bensalem dans le même État, où elle avait été enterrée, a été vendu au monde séculier en 2017, perdant en même temps son statut de sanctuaire national. La cathédrale-basilique a de ce fait dès février 2019 gagné le statut de sanctuaire diocésain.

## Dimensions
Les dimensions de l'édifice sont les suivantes :
- hauteur sous voûtes de la nef : 24,4 m ;
- longueur : 91,4 m ;
- hauteur du dôme central avec la croix : 63,7 m ;
- diamètre du dôme à la base : 21,6 m ;
- hauteur des colonnes de la façade : 18,3 m ;
- largeur : 41,5 m.

Le bâtiment peut accueillir 1 500 personnes.
C'est l'église catholique la plus grande de Pennsylvanie.